# Tomás Múrias
Tomás Múrias (n. Porto, 1 de Abril de 1978) é um escritor e argumentista português.

## Biografia
Nascido no Porto, mudou-se para Lisboa com a sua família aos seis anos. Cedo percebeu que a sua paixão era escrever. Aos dezanove anos conseguiu algo que na altura parecia impossível: um emprego estável como guionista. Trabalhou em várias telenovelas, sendo as mais reconhecíveis "Jardins Proibidos" e "Filha do Mar". Participou na escrita de várias séries e documentários, tendo também trabalhado como produtor de televisão.

## Telenovelas e séries escritas
- Jardins Proibidos para a TVI (2000) (co-autor)[2]
- Filha do Mar para a TVI (2001) (co-autor)[2]
- A Senhora das Águas para a RTP1 (2001)
- Sonhos Traídos para a TVI (2002)
- Coração Malandro para a TVI (2003)
- Baía das Mulheres para a TVI (2004)
- Tu e Eu para a TVI (2006)/(2007)
- Podia Acabar o Mundo para a SIC (2008)/(2009)